# Johann Vogel
Johann Louis François Vogel (Genève, 8 maart 1977) is een Zwitsers voormalig voetballer die bij voorkeur als verdedigende middenvelder speelde. Hij speelde het grootste gedeelte van zijn carrière voor Grasshoppers en PSV. Vogel was van 1995 tot en met 2007 ook international in het Zwitsers voetbalelftal, waarvoor hij 94 interlands speelde en twee keer scoorde. Hij was enkele jaren aanvoerder van de nationale ploeg.

## Carrière
In zijn jeugd speelde Vogel bij de Zwitserse amateurclub FC Meyrin. Tijdens het seizoen 1992/93 maakte hij de overstap naar Grasshoppers. Hier speelde hij voornamelijk als centrale verdediger of rechtsback. Zijn debuut voor het Zwitsers nationaal elftal maakte hij op zijn achttiende verjaardag, op 8 maart 1995 in en tegen Griekenland (1-1), net als de enige doelpuntenmaker in die wedstrijd: Walter Fernandez. Hij was op dat moment de op drie na jongste debutant ooit, na (Alessandro Frigerio (17 jaar, 3 maanden en 21 dagen), Numa Monnard (17 jaar, 8 maanden en 1 dag) en Alain Sutter (17 jaar, 8 maanden, 18 dagen)
In 1999 verliet Vogel Grasshoppers en ging hij spelen voor PSV. Hier groeide hij als verdedigende middenvelder uit tot een belangrijke waarde voor de club. In het seizoen 2004/05, zijn laatste jaar bij PSV vormde hij samen met Mark van Bommel en Phillip Cocu een middenveld dat zowel door de pers als de supporters gewaardeerd werd. In dat jaar bereikte Vogel met PSV de halve finale van de UEFA Champions League. Na dit seizoen maakte Vogel de overstap naar AC Milan.
Bij AC Milan kwam hij in de competitie veertien duels in actie, waarvan negen keer in de basis. Hij verruilde de Italiaanse club voor Real Betis. Dit werd geen succes en per 1 januari 2008 heeft hij zijn contract laten ontbinden en vervolgens een contract voor tweeënhalf jaar getekend bij Blackburn Rovers. Ook hier kon hij echter niet aarden en ruim een jaar later verliet hij die club na acht wedstrijden in de hoofdmacht.
Op 5 november 2009 maakte hij bekend te stoppen met voetballen. Daarna werd hij jeugdtrainer bij Grasshoppers. In oktober 2011 wordt hij door trainer Ciriaco Sforza benaderd om mee te trainen bij het eerste elftal, vanwege de vele geblesseerden. Voor de winterstop wilde Grasshoppers hem al opstellen, maar hij kon pas na de winterstop speelgerechtigd worden. Toen de meeste spelers alweer hersteld waren van hun blessures, zei Ciriaco Sforza hem nog steeds nodig te hebben voor de tweede seizoenshelft. Later werd hij speelgerechtigd verklaard en speelde hij mee bij zijn club waar hij meteen aanvoerder werd, doordat de huidige aanvoerder Boris Smiljanić geblesseerd was. Zijn rentree maakte hij in de wedstrijd tegen FC Thun en speelde vervolgens nog twee wedstrijden. Hierna kondigde Vogel voor de tweede maal zijn pensioen aan.

### Clubstatistieken
| Seizoen     | Club             | Competitie       | wed. | goals |
| ----------- | ---------------- | ---------------- | ---- | ----- |
| 1992/93     | Grasshoppers     | Super League     | 3    | 0     |
| 1993/94     | Grasshoppers     | Super League     | 4    | 0     |
| 1994/95     | Grasshoppers     | Super League     | 23   | 0     |
| 1995/96     | Grasshoppers     | Super League     | 24   | 0     |
| 1996/97     | Grasshoppers     | Super League     | 28   | 3     |
| 1997/98     | Grasshoppers     | Super League     | 24   | 5     |
| 1998/99     | Grasshoppers     | Super League     | 27   | 5     |
| 1999/00     | PSV              | Eredivisie       | 31   | 2     |
| 2000/01     | PSV              | Eredivisie       | 30   | 1     |
| 2001/02     | PSV              | Eredivisie       | 25   | 1     |
| 2002/03     | PSV              | Eredivisie       | 32   | 1     |
| 2003/04     | PSV              | Eredivisie       | 24   | 1     |
| 2004/05     | PSV              | Eredivisie       | 27   | 1     |
| 2005/06     | AC Milan         | Serie A          | 14   | 0     |
| 2006/07     | Real Betis       | Primera División | 17   | 0     |
| 2007/08     | Blackburn Rovers | Premier League   | 6    | 0     |
| 2008/09     | Blackburn Rovers | Premier League   | 1    | 0     |
| 2009 - 2011 | Gestopt          | -                | -    | -     |
| 2011/12     | Grasshoppers     | Super League     | 3    | 0     |
| Totaal      | Totaal           | Totaal           | 343  | 20    |

## Interlandcarrière
Vogel maakte van 1995 tot en met 2007 deel uit van het Zwitsers voetbalelftal, waarvoor hij 94 interlands speelde en twee keer scoorde. Hij nam met Zwitserland deel aan het EK 1996, EK 2004 en het WK 2006.

## Erelijst
| Competitie            | Aantal       | Jaren                              |              |              |
| Grasshoppers          | Grasshoppers | Grasshoppers                       | Grasshoppers | Grasshoppers |
| --------------------- | ------------ | ---------------------------------- | ------------ | ------------ |
| Kampioen Super League | 3x           | 1994/95, 1995/96, 1997/98          |              |              |
| Beker van Zwitserland | 1x           | 1993/94                            |              |              |
| PSV                   |              |                                    |              |              |
| Kampioen Eredivisie   | 4x           | 1999/00, 2000/01, 2002/03, 2004/05 |              |              |
| KNVB beker            | 1x           | 2004/05                            |              |              |
| Johan Cruijff Schaal  | 3x           | 2000, 2001, 2003                   |              |              |

Individueel
- Winnaar Gouden Schoen 2000/01.